# László Szapáry (voják)
Ladislav hrabě Szapáry de Muraszombat (maďarsky Szapáry de Muraszombat, Szápár et Szechysziget Lázsló gróf, německy Ladislaus Graf Szapáry von Muraszombat; 22. listopadu 1831 Pešť – 28. září 1883 Prešpurk (Bratislava)) byl uherský šlechtic a rakousko-uherský generál z rodu Szapáryů. Od mládí sloužil v armádě a několikrát se vyznamenal statečností během bojů v Itálii. Později proslul svou účastí na anexi Bosny a Hercegoviny (1878). Od roku 1878 byl jako polní podmaršál velitelem 3. armádního sboru v Košicích, po odchodu do výslužby dosáhl hodnosti generála kavalerie (1882).

## Životopis

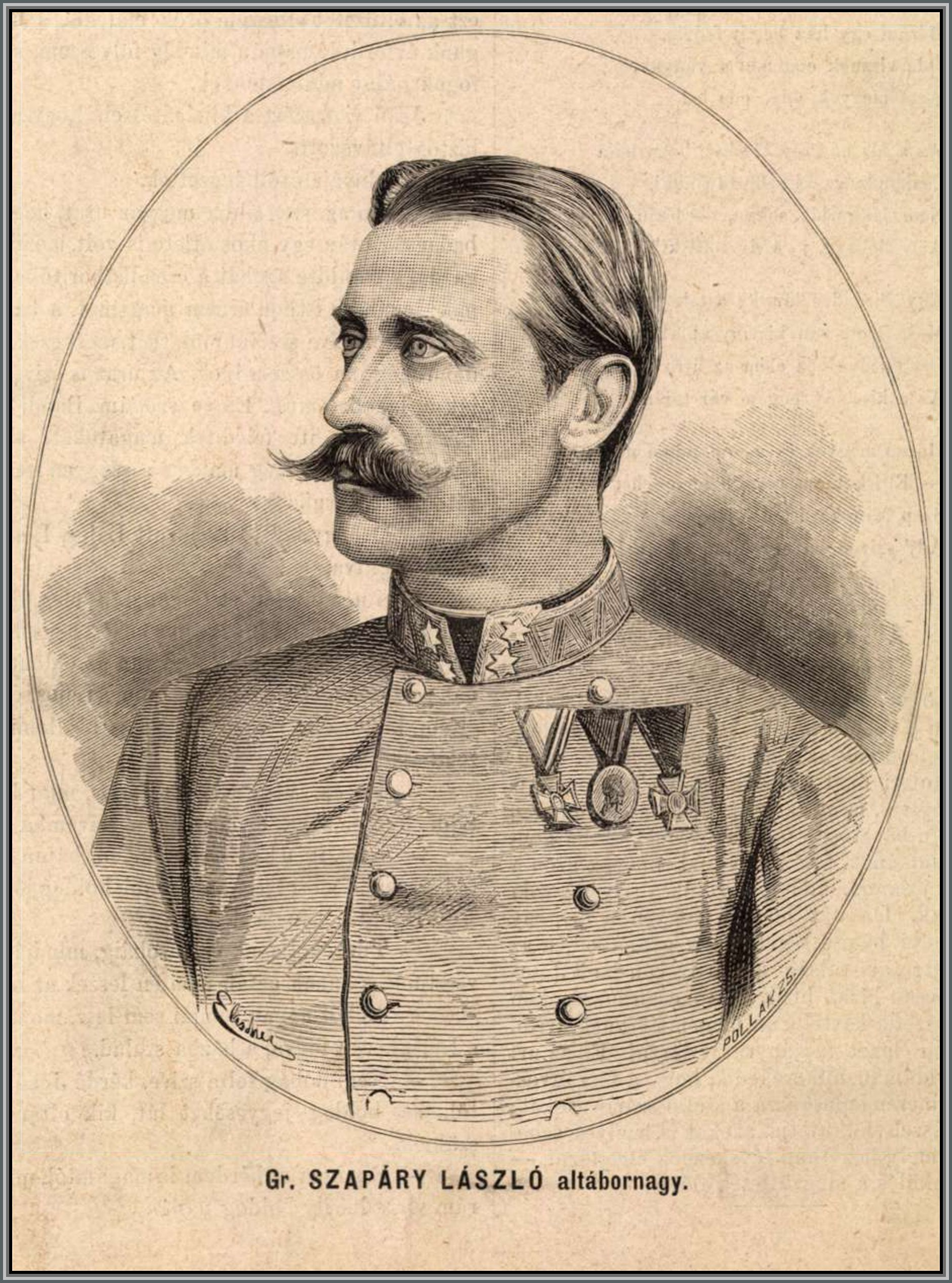
Hrabě László Szapáry jako c. k. polní podmaršál (1878)

Pocházel z šlechtického rodu Szapáryů, narodil se jako mladší syn hraběte Františka Szapáryho (1804–1875) a jeho manželky Rosalie, rozené hraběnky Almásyové (1806–1887). Do armády vstoupil v roce 1848 a krátce nato se vyznamenal statečností v několika bitvách během italské revoluce. Ve válce se Sardinií bojoval v prohraných bitvách u Magenty a Solferina (1859). V roce 1860 dosáhl hodnosti podplukovníka a tři roky zastával funkci pobočníka císaře Františka Josefa. Za prusko-rakouské války bojoval znovu v Itálii (1866) a v roce 1869 byl jmenován generálmajorem.
V roce 1874 dosáhl hodnosti polního podmaršála a velel divizi pěchoty v Osijeku. Významnou úlohu sehrál během rakousko-uherské okupace Bosny a Hercegoviny (1878), která navzdory předpokladům neproběhla úplně hladce. Ještě v roce 1878 převzal velení III. armádního sboru, v listopadu 1878 se stal velitelem v Košicích. V roce 1881 byl jmenován c. k. tajným radou, ale ze zdravotních důvodů téhož roku rezignoval na další veřejné aktivity. V roce 1882 již mimo aktivní službu dosáhl hodnosti generála jezdectva, zemřel o rok později v Bratislavě ve věku 51 let. Jeho majetkem byl dnes již neexistující zámek Albertirsa, kde byl také pohřben v rodové hrobce.
Za zásluhy v okupaci Bosny a Hercegoviny obdržel rytířský kříž Řádu Marie Terezie (1878), již předtím byl nositelem Řádu železné koruny I. třídy (1876), dále byl nositelem Leopoldova řádu (1878). Další vyznamenání obdržel také od několika německých států, mimo jiné byl nositelem pruského Řádu černé orlice. Dále byl nositelem francouzské Čestné legie a rytířem belgického Leopoldova řádu.

## Rodina
V roce 1862 se ve Vídni oženil s hraběnkou Mariannou (Marií Annou) Grünnovou (1835–1906), dcerou generála Karla Ludwiga Grünna (1808–1884), který patřil dlouhodobě k významným osobnostem vlády císaře Františka Josefa. Marianna byla c. k. palácovou dámou a dámou Řádu hvězdového kříže, sňatkem získal Szapáry příbuzenské vazby na rodiny Szechényiů nebo Černínů, jeho švagrem byl také polní zbrojmistr Philipp Grünne (1833–1902), dlouholetý zemský velitel v Čechách. Z manželství Ladislava Szapáryho a Marianny Grünnové pocházeli čtyři potomci, z nichž Karel (Károly, 1864–1878), Ferdinandina (1867–1892) a Ilona (1877–1884) zemřeli předčasně. Druhorozený syn Frigyes (Friedrich) (1869–1935) působil v diplomacii a svou kariéru završil před první světovou válkou jako rakousko-uherský velvyslanec v Rusku. Sňatkem s princeznou Marií Hedvikou Windischgrätzovou se přiženil do rodiny rakouského předsedy vlády a předsedy Panské sněmovny knížete Alfreda III. Windischgrätze.
Jeho starší bratr Štěpán (István) (1829–1902) zastával funkci župana ve třech župách, byl c. k. tajným radou, komořím a dědičným členem Sněmovny magnátů.
Významnými představiteli rodu v 19. století byli jejich bratranci Gyula Szapáry (1832–1905), uherský předseda vlády (1890–1892) a Géza Szapáry (1828–1898), guvernér v Rijece (1873–1883) a nejvyšší hofmistr Uherského království (1883–1898).